# Rallye de la Route de la Soie 2019
Navigation
Édition précédente Édition suivante
Le Rallye Rallye de la Route de la Soie 2019 est la 9e édition du Rallye de la Route de la Soie. Il se déroule sur 10 étapes du 6 au 16 juillet 2019, à travers la Russie, la Mongolie et la Chine, au départ d'Irkoutsk et jusqu'à Dunhuang.
Pour la première fois de son histoire, les motos participent à la course, qui intègre le Championnat du monde de rallye tout-terrain de la FIM.

## Parcours

### Tracé
La course démarre le 6 juillet 2019 à Irkoutsk et se termine le 16 juillet 2019 à Dunhuang, après dix étapes et une journée de repos.

La course se rend en Mongolie pour la première fois de son histoire alors qu'elle s'est déjà courue en Russie lors des éditions 2009, 2010, 2011, 2012, 2013, 2016, 2017 et 2018 et en Chine lors des éditions 2016 et 2017.

### Étapes
| Étape | Date            | Départ       | Arrivée      | Distance totale (km) | Secteur chronométré (km)            |
| ----- | --------------- | ------------ | ------------ | -------------------- | ----------------------------------- |
| 1     | 6 juillet 2019  | Irkoutsk     | Baikalsk     | 255,53 km            | 50,87 km                            |
| 2     | 7 juillet 2019  | Baikalsk     | Oulan-Oudé   | 413,63 km            | 212,02 km                           |
| 3     | 8 juillet 2019  | Oulan-Oudé   | Oulan-Bator  | 691,35 km            | 243,00 km                           |
| 4     | 9 juillet 2019  | Oulan-Bator  | Oulan-Bator  | 476,96 km            | 470,19 km                           |
| 5     | 10 juillet 2019 | Oulan-Bator  | Mandalgovi   | 364,59 km            | 337,00 km                           |
| 6     | 12 juillet 2019 | Mandalgovi   | Dalanzadgad  | 411,75 km            | 408,17 km                           |
| 7     | 13 juillet 2019 | Dalanzadgad  | Bayinbaolige | 550,66 km            | 0,00 km (traversée de la frontière) |
| 8     | 14 juillet 2019 | Bayinbaolige | Alashan      | 785,11 km            | 326,60 km                           |
| 9     | 15 juillet 2019 | Alashan      | Jiayuguan    | 501,02 km            | 290,30 km                           |
| 10    | 16 juillet 2019 | Jiayuguan    | Dunhuang     | 556,66 km            | 255,00 km                           |
| Total | Total           | Total        | Total        | 5 007,26 km          | 2 593,15 km                         |

## Vainqueurs d'étapes
| Étape | Étape                      | Moto                                                  | Moto                                                  | Auto                                                  | Auto                                                  | Camion                                                 | Camion                                                |
| Étape | Étape                      | Pilote                                                | Constructeur                                          | Equipage                                              | Constructeur                                          | Equipage                                               | Constructeur                                          |
| ----- | -------------------------- | ----------------------------------------------------- | ----------------------------------------------------- | ----------------------------------------------------- | ----------------------------------------------------- | ------------------------------------------------------ | ----------------------------------------------------- |
| 1     | Irkoutsk - Baikalsk        | Kevin Benavides                                       | Honda                                                 | Nasser Al-Attiyah Mathieu Baumel                      | Toyota                                                | Siarhei Viazovich Anton Zaparoshchanka Andrei Zhyhulin | MAZ                                                   |
| 2     | Baikalsk - Oulan-Oudé      | Sam Sunderland                                        | KTM                                                   | Nasser Al-Attiyah Mathieu Baumel                      | Toyota                                                | Siarhei Viazovich Anton Zaparoshchanka Andrei Zhyhulin | MAZ                                                   |
| 3     | Oulan-Oudé - Oulan-Bator   | Kevin Benavides                                       | Honda                                                 | Nasser Al-Attiyah Mathieu Baumel                      | Toyota                                                | Andrey Karginov Andrey Mokeev Ivan Malkov              | Kamaz                                                 |
| 4     | Oulan-Bator - Oulan-Bator  | Sam Sunderland                                        | KTM                                                   | Nasser Al-Attiyah Mathieu Baumel                      | Toyota                                                | Siarhei Viazovich Anton Zaparoshchanka Andrei Zhyhulin | MAZ                                                   |
| 5     | Oulan-Bator - Mandalgovi   | Sam Sunderland                                        | KTM                                                   | Nasser Al-Attiyah Mathieu Baumel                      | Toyota                                                | Andrey Karginov Andrey Mokeev Ivan Malkov              | Kamaz                                                 |
| 6     | Mandalgovi - Dalanzadgad   | Oriol Mena                                            | Hero                                                  | Nasser Al-Attiyah Mathieu Baumel                      | Toyota                                                | Siarhei Viazovich Anton Zaparoshchanka Andrei Zhyhulin | MAZ                                                   |
| 7     | Dalanzadgad - Bayinbaolige | Traversé de la frontière - Pas de secteur chronométré | Traversé de la frontière - Pas de secteur chronométré | Traversé de la frontière - Pas de secteur chronométré | Traversé de la frontière - Pas de secteur chronométré | Traversé de la frontière - Pas de secteur chronométré  | Traversé de la frontière - Pas de secteur chronométré |
| 8     | Bayinbaolige - Alashan     | Kevin Benavides                                       | Honda                                                 | Nasser Al-Attiyah Mathieu Baumel                      | Toyota                                                | Anton Shibalov Dmitrii NIkitin Ivan Tatarinov          | Kamaz                                                 |
| 9     | Alashan - Jiayuguan        | Andrew Short                                          | Husqvarna                                             | Nasser Al-Attiyah Mathieu Baumel                      | Toyota                                                | Anton Shibalov Dmitrii NIkitin Ivan Tatarinov          | Kamaz                                                 |
| 10    | Jiayuguan - Dunhuang       | Kevin Benavides                                       | Honda                                                 | Nasser Al-Attiyah Mathieu Baumel                      | Toyota                                                | Anton Shibalov Dmitrii NIkitin Ivan Tatarinov          | Kamaz                                                 |

## Classements finaux

### Motos
| Pos. | Pilote             | Constructeur | Temps     | Écart      |
| ---- | ------------------ | ------------ | --------- | ---------- |
| 1    | Sam Sunderland     | KTM          | 26h12m47s |            |
| 2    | Andrew Short       | Husqvarna    | 26h33m09s | + 20m22s   |
| 3    | Adrien van Beveren | Yamaha       | 26h33m48s | + 21m01s   |
| 4    | Kevin Benavides    | Honda        | 26h34m24s | + 21m37s   |
| 5    | Luciano Benavídes  | KTM          | 26h49m37s | + 36m50s   |
| 6    | Oriol Mena         | Hero         | 27h04m37s | + 51m50s   |
| 7    | Laia Sanz          | KTM          | 28h09m13s | + 1h56m26s |
| 8    | Adam Tomiczek      | Husqvarna    | 28h20m51s | + 2h08m04s |
| 9    | Joan Barreda Bort  | Honda        | 29h07m12s | + 2h54m25s |
| 10   | Maciej Giemza      | Husqvarna    | 29h23m18s | + 3h10m31s |

### Autos
| Pos. | Pilote              | Copilote           | Constructeur           | Temps     | Écart      |
| ---- | ------------------- | ------------------ | ---------------------- | --------- | ---------- |
| 1    | Nasser Al-Attiyah   | Mathieu Baumel     | Toyota                 | 24h25m29s |            |
| 2    | Wei Han             | Liao Min           | Geely SMG Buggy        | 25h50m33s | + 1h25m04s |
| 3    | Jérôme Pélichet     | Pascal Larroque    | Optimus                | 26h09m08s | + 1h43m39s |
| 4    | Ping Sun            | Li Ma              | Hanwei Motor SMG Buggy | 26h19m48s | + 1h54m19s |
| 5    | Ming Zhang          | Xu Qin             | Hanwei Motor SMG Buggy | 27h08m28s | + 2h42m59s |
| 6    | Rong Zi             | Xinjian Xing       | Hanwei Motor SMG Buggy | 27h58m33s | + 3h33m04s |
| 7    | Feng Chen           | Yi Cheng Wang      | LXTX                   | 28h14m29s | + 3h49m00s |
| 8    | Denis Krotov        | Dmytro Tsyro       | Mini                   | 28h23m33s | + 3h58m04s |
| 9    | Jean-Rémy Berghoune | Jean Brucy         | MCM Original           | 28h24m27s | + 3h58m58s |
| 10   | Erik van Loon       | Sébastien Delaunay | Toyota                 | 29h01m26s | + 4h35m57s |

### Camions
| Pos. | Pilote               | Copilote            | Mécanicien            | Constructeur   | Temps      | Écart        |
| ---- | -------------------- | ------------------- | --------------------- | -------------- | ---------- | ------------ |
| 1    | Anton Shibalov       | Dmitrii NIkitin     | Ivan Tatarinov        | Kamaz          | 26h01m40s  |              |
| 2    | Andrey Karginov      | Andrey Mokeev       | Ivan Malkov           | Kamaz          | 26h27m02s  | + 25m22s     |
| 3    | Ayrat Mardeev        | Dmitriy Svistunov   | Sergei Krenev         | Kamaz          | 26h53m45s  | + 52m05s     |
| 4    | Martin van den Brink | Wouter de Graaf     | Mitchel van der Brink | Renault Trucks | 28h14m47s  | + 2h13m07s   |
| 5    | Sergey Kuprianov     | Alexander Kuprianov | Akhmet Galiautdi      | Kamaz          | 30h14m21s  | + 4h12m41s   |
| 6    | Aleksandr Vasilevski | Maksim Novikau      | Vitaliy Murylev       | MAZ            | 31h19m25s  | + 5h17m45s   |
| 7    | Aviv Kadshai         | Izhar Armony        | Maoz Wilder           | DAF            | 33h17m48s  | + 7h16m08s   |
| 8    | Aliaksei Vishneuski  | Pavel Haranin       | Andrei Neviarovich    | MAZ            | 138h18m16s | + 112h16m36s |
| 9    | Boleslav Levitskii   | Stanislav Dolgov    | Stanislav Dolgov      | GAZ            | 144h30m04s | + 118h28m24s |
| 10   | Mikhail Shklyaev     | Aleksandr Laguta    | Aleksandr Laguta      | GAZ            | 147h31m32s | + 121h29m52s |